# Arco Film
La Arco Film è stata una compagnia di produzione cinematografica italiana attiva negli anni sessanta in Italia e Francia, fondata da Alfredo Bini.
Fra il 1960 e il 1968 ha prodotto una ventina di film, fra cui tutte le opere di Pier Paolo Pasolini dall'esordio del 1961, Accattone, a Edipo re del 1967.
Nel 1968 è stata trasformata nella Finarco e successivamente nella Arco Film Production, sospendendo le attività di produzione nel 1973.
Nel 2021 è stata acquisita e riattivata con la reintegrazione del logo storico e la ripresa delle operazioni commerciali.

## Filmografia
- Il bell'Antonio, regia di Mauro Bolognini (1960)
- La viaccia, regia di Mauro Bolognini (1961)
- Accattone, regia di Pier Paolo Pasolini (1961)
- Mamma Roma, regia di Pier Paolo Pasolini (1962)
- Notti calde d'Oriente, regia di Roberto Bianchi Montero (1962)
- I nuovi angeli, regia di Ugo Gregoretti (1962)
- La corruzione, regia di Mauro Bolognini (1963)
- Ro.Go.Pa.G., regia di Roberto Rossellini, Jean-Luc Godard, Pier Paolo Pasolini e Ugo Gregoretti (1963)
- La bella di Lodi, regia di Mario Missiroli (1963)
- Il Vangelo secondo Matteo, regia di Pier Paolo Pasolini (1964)
- Pelle di donna (Le journal d'une femme en blanc), regia di Claude Autant-Lara (1965)
- Comizi d'amore, regia di Pier Paolo Pasolini (1965)
- Sopralluoghi in Palestina per il vangelo secondo Matteo, regia di Pier Paolo Pasolini (1965)
- La mandragola, regia di Alberto Lattuada (1965)
- La strega in amore, regia di Damiano Damiani (1966)
- Uccellacci e uccellini, regia di Pier Paolo Pasolini (1966)
- El Greco, regia di Luciano Salce (1966)
- Surcouf, l'eroe dei sette mari, regia di Sergio Bergonzelli e Roy Rowland (1966)
- Il grande colpo di Surcouf, regia di Sergio Bergonzelli e Roy Rowland (1966)
- L'avventuriero, regia di Terence Young (1967)
- Edipo re, regia di Pier Paolo Pasolini (1967)
- Bora Bora, regia di Ugo Liberatore (1968)
- Satyricon, regia di Gian Luigi Polidoro (1969)